# Шилка (місто)
Ши́лка (рос. Шилка) — місто, центр Шилкинського району Забайкальського краю, Росія. Адміністративний центр Шилкинського міського поселення.

## Географія
Місто розташоване в долині річки Шилка (ліва складова Амура), за 210 км від Чити по трасі «Амур», по Транссибу — 248 км.

### Клімат
- Середньорічна температура повітря — -0,8 °C
- Відносна вологість повітря — 61,9 %
- Середня швидкість вітру — 3,4 м/с

| Клімат Шилки | Клімат Шилки | Клімат Шилки | Клімат Шилки | Клімат Шилки | Клімат Шилки | Клімат Шилки | Клімат Шилки | Клімат Шилки | Клімат Шилки | Клімат Шилки | Клімат Шилки | Клімат Шилки | Клімат Шилки |
| Показник | Січ.         | Лют.         | Бер.         | Квіт.        | Трав.        | Черв.        | Лип.         | Серп.        | Вер.         | Жовт.        | Лист.        | Груд.        | Рік          |
| Середня температура, °C | −24,1        | −18,9        | −9,1         | 1,9          | 10,5         | 16,9         | 19,2         | 16,8         | 9,5          | 0,5          | −12,3        | −21,7        | −0,8         |
| --- | ------------ | ------------ | ------------ | ------------ | ------------ | ------------ | ------------ | ------------ | ------------ | ------------ | ------------ | ------------ | ------------ |
| Джерело: NASA. база даних RETScreen<--Для перегляду кліматичних даних необхідно встановити програмні засоби RETScreen, увійти в RETScreen та відкрити базу кліматичних даних--> |              |              |              |              |              |              |              |              |              |              |              |              |              |

## Історія
Назвою місто зобов'язане річці Шилка, відомої з самого початку освоєння Забайкалля російськими землепроходцями. Селище Шилка відоме з 1765 року як козачий караул Шилкінський на лівому березі річки. Першими тут оселилися козаки станиці Митрофанівської Забайкальського козачого війська, яких приваблювали родючі землі в долині річки.
В 1897 році річка затопила станицю Митрофанівську, зруйнувала паровозне депо, станцію та пристань, куди приходили вантажі для будівництва залізниці. Більшості козаків довелося переселятися на нове вище місце, до селища Шилкінського. Тут же стала будуватися станція з основним паровозним депо. Службові та житлові будівлі розташовувалися в районі сучасних вулиць Леніна та Станційної від колишнього залізничного клубу до депо і в північній частині — по нинішніх вулицях Радянській, Кооперативній та Фізкультурній.
За переписом 1907 року жителів у селищі було 922 особи, а за переписом 1910 року було 1652 особи, з них залізничних службовців та робітників — 560, козаків — 408, різночинців — 684. Зазначалося, що на ті часи селище було компактно відбудованим, зі 145 будівлями, з них один двоповерховий будинок, інші одноповерхові. У 1910 році було відкрито двокласне училище Міністерства освіти.
Після здачі в 1903 році в експлуатацію КСЗ та Кайдаловської гілки до неї основним напрямком Забайкальської залізниці став хід Верхньоудинськ — Чита — Маньчжурія. Ділянка Каримська — Стрітенськ стала тупиковою, розвиток її, в тому числі і станції Шилка, сповільнився.
Наприкінці 1913 року відкрився наскрізний рух поїздів від Благовіщенська до Санкт-Петербурга. Станція увійшла до складу Транссибірської магістралі, різко зросли обсяги вантажоперевезень. І все ж заселення Шилки та освоєння прилеглих територій просувалося повільно. У селищі територія нинішньої площі Миру, Соцгорода використовувалася під сінокоси, та ще залишалася болотисто-озерна місцевість. Після революції 1917 року було утворено сільраду. До 1923 року населення становило всього 2193 особи.
Розвиток міста почався з другої половини 1920-х років і, особливо, в 1930-ті роки. Цьому сприяло декілька факторів. По-перше, в 1926 році в країні була проведена адміністративна реформа, було запроваджено окружний та районний поділ, Шилка стає центром району, утвореного із Шилкинської та Розмахнінської волостей, а 9 січня 1929 року отримує статус робітничого селища. По-друге, виходячи з розрухи, молода радянська країна змушена була купувати різні матеріали та обладнання в інших країн. Було потрібно золото. Стали розвиватися золотодобувні копальні Балея та Дарасун. Для останнього Шилка стала перевалочним пунктом. Для зростаючого рудника, а потім комбінату, надходило паливо, технічні матеріали, обладнання, продукти харчування. З рудника вивозилися руда та концентрат. Важливим фактором подальшого розвитку станції стало спорудження других колій, яке велося з 1932 по 1938 роки.
Населення селища швидко росло. Якщо за переписом 1926 року в селищі проживало 3663 особи, то на 1 січня 1931 року — 5818 осіб, на 1 січня 1935 року — 8600 осіб. Саме в ці роки на станції побудовано декілька корпусів паровозного депо, поворотний круг і естакада, парний парк станції, водопостачання з річки Шилка (до цього існувала невелика водокачка з річки Кія), вокзал, лікарня, школа, електростанція, великий житловий масив під назвою Соцмістечко.
У післявоєнні роки в селищі відбулися докорінні перетворення, новий розвиток отримав залізничний транспорт, підприємства енергетики, зростали обсяги житлового будівництва, відповідно зростало населення. У 1951 році указом Президії Верховної Ради РРФСР від 16 травня робітниче селище Шилка отримує статус міста районного значення. У 1964 році після проведення адміністративно-територіальних реформ Шилка стає містом крайового значення, проте у 1965 році Шилка отримує назад колишній статус — місто районного значення.
Найбільший розквіт та розвиток міста був досягнутий в 1970-ті роки. Технічний прогрес перетворив місто. На його карті з'явилися новобудови: завод залізобетонних виробів, маслозавод, хлібозавод, деревообробний комбінат. З'являються мікрорайони Північний, Аргунь з комбінатом «Аргунь». У нових будинках п'ятиповерхової забудови з'являються магазини, дитячі садки, школи, спортивні споруди, гуртожитки. З благоустрою та санітарному стану місто Шилка було визнано одним з найкращих населених пунктів і у 1974 році йому було вручено перехідний червоний прапор РРФСР та ВЦРПС.

## Населення
Населення — 13 947 осіб (2010; 14 748 у 2002).

## Господарство

### Освіта та наука
Школи
- Середня школа № 1
- Середня школа № 2
- Середня школа № 51
- Середня школа № 52
- Вечірня школа

Училища
- ПУ-16

Дитячі садки
- Дитсадок № 3 «Зірочка»
- Дитсадок № 2 «Ластівка»
- Дитсадок № 23 «Бджілка»
- Дитсадок № 110 «Усмішка»
- Дитсадок «Джерельце»

Дитячі будинки
- Шилкінський дитячий будинок-школа

### Охорона здоров'я
- Центральна районна лікарня
- Стоматологічна поліклініка
- Залізнична поліклініка на станції «Шилка»
- Медичний центр «Резерв»
- Психоневрологічний будинок-інтернат

### Транспорт
Шилка — великий залізничний вузол Забайкальської залізниці, ділиться на дві станції: Шилка-Товарна та Шилка-Пасажирська. За декілька кілометрів від міста проходить дорога федерального значення «Амур». Також проходять автомобільні дороги регіонального значення. До 1990-х років існував аеродром.
Міський транспорт включає маршрутне таксі та автобус.

### Кінотеатри
- Кінотеатр «Сінема» (вул. Балябина, 65)
- Кінотеатр 3D «Магніт» (вул. Балябина, 150)

### Релігія
- Храм святих Апостолів Петра та Павла. Побудований у 1905 році.
- Церква Євангельських християн-баптистів